# Jiayu (Xianning)
Jiayu (chiń. upr. 嘉鱼县; chiń. trad. 嘉魚縣; pinyin Jiāyú Xiàn) – powiat w północnej części prefektury miejskiej Xianning w prowincji Hubei w Chińskiej Republice Ludowej. Według danych z 2010 roku, liczba mieszkańców powiatu wynosiła 319196.